# Ganglio genicolato
Il ganglio genicolato è un ganglio situato lungo il nervo faciale nel punto in cui questo decorre all'interno del canale faciale (o acquedotto del Falloppio), all'altezza del ginocchio del faciale; qui il nervo faciale propriamente detto si unisce con il nervo intermedio (o del Wrisberg).
Esso rappresenta l'origine reale delle fibre sensitive sia per la sensibilità generale, sia per quella gustativa.
I neuroni pseudounipolari del ganglio genicolato mettono capo a due nuclei sensitivi: il nucleo della radice discendente (del trigemino) per quanto riguarda le fibre che recano la sensibilità somatica e il nucleo del fascicolo solitario (o nucleo del tratto solitario) per quel che concerne le fibre recanti la sensibilità gustativa.